# 加藤隆行
加藤 隆行（かとう たかゆき、1983年3月2日 - ）は、長崎県長崎市出身の元プロ野球選手（投手）。ピッチャー

## 来歴・人物
長崎工高から、2000年のドラフト会議にて阪神タイガースから5位指名を受け入団。186cmの長身からのストレートが武器だった。最速147㌔で、スライダー、縦に割れるカーブが武器。
2004年10月6日に戦力外通告を受け、自由契約となり阪神を退団。
2008年より、同じく阪神タイガースの選手であった上坂太一郎の経営していた、もつ鍋店の店長を務めている。
2022年6月6日、神戸市内にラーメン店を開店させた。

## 詳細情報

### 年度別投手成績
- 一軍公式戦出場なし

### 背番号
- 62 （2001年 - 2004年）